# Campionat brasiliense

Campionat brasiliense / Districte Federal

El Campionat Brasiliense o Campionat Candango, és el campionat estatal de futbol del Districte Federal, Brasil. Hi poden prendre part equips d'altres estats afiliats a la federació de futbol de Brasília i que estiguin situats a menys de 200 quilòmentres de la capital. És el cas d'alguns equips dels estats de Goiás i Minas Gerais.

## Campions
Font:
Era amateur/semiprofessional
- 1959:  Grêmio Brasiliense (1)
- 1960:  Defelê (1)
- 1961:  Defelê (2)
- 1962:  Defelê (3)
- 1963:  Cruzeiro do Sul (1)
- 1964: (amat.)  Guanabara (1)
- 1964: (prof.)  Rabello (1)
- 1965: (amat.)  Pederneiras (1)
- 1965: (prof.)  Rabello (2)
- 1966: (amat.)  Guanabara (2)
- 1966: (prof.)  Rabello (3)
- 1967:  Rabello (4)
- 1968:  Defelê (4)
- 1969:  Coenge (1)
- 1970:  Grêmio Brasiliense (2)
- 1971:  Colombo (1)
- 1972:  Serviço Gráfico (1)
- 1973:  CEUB (1)
- 1974:  Pioneira (1)
- 1975:  Campineira (1)

Era professional
- 1976:  Brasília EC (1)
- 1977:  Brasília EC (2)
- 1978:  Brasília EC (3)
- 1979:  Gama (1)
- 1980:  Brasília EC (4)
- 1981:  Taguatinga (1)
- 1982:  Brasília EC (5)
- 1983:  Brasília EC (6)
- 1984:  Brasília EC (7)
- 1985:  Sobradinho EC (1)
- 1986:  Sobradinho EC (2)
- 1987:  Brasília EC (8)
- 1988:  Grêmio Tiradentes (1)
- 1989:  Taguatinga (2)
- 1990:  Gama (2)
- 1991:  Taguatinga (3)
- 1992:  Taguatinga (4)
- 1993:  Taguatinga (5)
- 1994:  Gama (3)
- 1995:  Gama (4)
- 1996:  CR Guará (1)
- 1997:  Gama (5)
- 1998:  Gama (6)
- 1999:  Gama (7)
- 2000:  Gama (8)
- 2001:  Gama (9)
- 2002:  CFZ de Brasília (1)
- 2003:  Gama (10)
- 2004:  Brasiliense (1)
- 2005:  Brasiliense (2)
- 2006:  Brasiliense (3)
- 2007:  Brasiliense (4)
- 2008:  Brasiliense (5)
- 2009:  Brasiliense (6)
- 2010:  Ceilândia (1)
- 2011:  Brasiliense (7)
- 2012:  Ceilândia (2)
- 2013:  Brasiliense (8)
- 2014:  Luziânia (1)
- 2015:  Gama (11)
- 2016:  Luziânia (2)
- 2017:  Brasiliense (9)
- 2018:  Sobradinho (3)
- 2019:  Gama (12)
- 2020:  Gama (13)
- 2021:  Brasiliense (10)
- 2022:  Brasiliense (11)
- 2023:  Real Brasília (1)
- 2024:  Ceilândia (3)
- 2025:  Gama (14)

## Títols per equip
- 14 Sociedade Esportiva do Gama (Gama)
- 11 Brasiliense Futebol Clube (Taguatinga)
- 8 Brasília Futebol Clube (Brasília)
- 5 Taguatinga Esporte Clube (Taguatinga)
- 4 Defelê Futebol Clube (Brasília)
- 4 Rabello Futebol Clube (Brasília)
- 3 Ceilândia Esporte Clube (Ceilândia)
- 3 Sobradinho Esporte Clube (Sobradinho)
- 2 Associação Atlética Guanabara (Brasília)
- 2 Grêmio Esportivo Brasiliense (Núcleo Bandeirante)
- 2 Associação Atlética Luziânia (Luziânia)
- 1 Campineira Futebol Clube (Brasília)
- 1 CEUB Esporte Clube (Brasília)
- 1 Centro de Futebol Zico de Brasília Sociedade Esportiva (Brasília)
- 1 Coenge Futebol Clube (Brasília)
- 1 Clube Atlético Colombo (Núcleo Bandeirante)
- 1 Associação Esportiva Cruzeiro do Sul (Brasília)
- 1 Clube de Regatas Guará (Guará)
- 1 Pederneiras Futebol Clube (Brasília)
- 1 Pioneira Futebol Clube (Brasília)
- 1 Associação Atlética Serviço Gráfico (Brasilia)
- 1 Grêmio Esportivo Tiradentes (Brasília)
- 1 Real Brasília Futebol Clube (Brasília)